# Eliza Newman
Elíza María Geirsdóttir Newman, född 1975, är en isländsk singer-songwriter, känd som Eliza Newman. Newman sjunger på både isländska och engelska. Newman inledde sin karriär i början av 1990-talet som sångare i bandet Kolrassa Krókrídandi, senare känt som Bellatrix. Newman framförde 2010 en låt på tv-kanalen Al Jazeera English med anledning av Eyjafjallajökulls utbrott samma år. Det sista spåret på albumet Heimþrá (2012) heter ”Vetrarmávur” och är en tonsättning av den isländske poeten Jón úr Vörs dikt med samma namn.

## Diskografi i urval
- 2011 – Pie In the Sky
- 2012 – Heimþrá
- 2016 – Straumhvörf